# Jonathan Cherki
Pour les articles homonymes, voir Cherki.
Jonathan Cherki, né en 1986 à Marseille, est un entrepreneur français, fondateur et PDG de la licorne Contentsquare depuis 2012.

## Jeunesse et formation
Jonathan Cherki grandit à Marseille au sein d’une famille d’entrepreneurs: son grand-père a fondé en 1950 la CIACAM, une société d'import-export de légumes secs, reprise par son père et son frère Alexandre,,. 
Il obtient un baccalauréat S au lycée Périer à Marseille, suit une classe préparatoire au lycée Thiers et à Ipesup après laquelle il intègre l’ESSEC en 2007,. 
C’est pendant ses études à l’ESSEC qu’il s'intéresse à l’univers du Web. Il intègre ESSEC Ventures, l’incubateur de son école de commerce où il développe un premier concept : mesurer l’efficacité des bannières publicitaires,. Ce projet étudiant évoluera pour devenir par la suite une plateforme Saas (Software as a Service) d’optimisation de l’expérience utilisateur.

## Carrière
Jonathan Cherki fonde officiellement Contentsquare en 2012 - c'est la seule entreprise pour laquelle il ait jamais travaillé.
Constatant que peu importe l’efficacité de la publicité, les consommateurs quittent un site internet s’il est mauvais, Jonathan Cherki propose d'améliorer l’expérience utilisateur en ligne. Pour cela, il développe une solution qui va analyser les comportements des internautes sur un site ou une application (mouvements de la souris ou du doigt sur l'écran, temps passé sur une page, clics, etc.) pour en comprendre les frustrations et en tirer des recommandations d’optimisation du site.
En mai 2021, il réalise une levée de fonds de 500 millions de dollars, soit 408 millions d’euros, la plus importante jamais réalisée par la French Tech jusqu’alors,. En juillet 2022, il lève 600 millions de dollars en série F. 
Entrée au Next40 en 2019, la scale-up Contentsquare est aujourd’hui une licorne valorisée à 5,6 milliards d’euros. 

## Vie privée
Jonathan Cherki est marié, et père de 4 enfants.  Il vit à New York avec sa famille,.
Passionné de football, il est supporter de l'Olympique de Marseille.

## Distinctions
En décembre 2022, Jonathan Cherki a été nommé parmi les 100 personnalités qui donnent sens au numérique par le magazine Alliancy.